# 맹호들은 간다
맹호들은 간다는 대한민국 육군 군가이다. 1966년에 만들어졌으며 유호가 작사하고 이희목이 작곡했다. 월남전에 파병된 맹호부대의 군가이다.

## 가사
```
자유통일 위해서 조국을 지키시다
조국의 이름으로 님들은 뽑혔으니
그 이름 맹호부대 맹호부대 용사들아
가시는 곳 월남 땅 하늘은 멀더라도
```

```
한결같은 겨레 마음 님의 뒤를 따르리라
한결같은 겨레 마음 님의 뒤를 따르리라
```

```
자유 통일 위해서 길러온 힘이기에
조국의 이름으로 어딘들 못 가리까
그 이름 맹호부대 맹호부대 용사들아
남북으로 갈린 땅 월남의 하늘아래
```

```
화랑도의 높은 기상 우리들이 보여주자
화랑도의 높은 기상 우리들이 보여주자
```

```
보내는 가슴에도 떠나는 가슴에도
대한의 한마음이 뭉치고 뭉쳤으니
그 이름 맹호부대 맹호부대 용사들아
태극 깃발 가는 곳 적이야 다를소냐
```

```
무찌르고 싸워 이겨 그 이름을 떨치리라
무찌르고 싸워 이겨 그 이름을 떨치리라
```

## 같이 보기
- 육군가
- 전선을 간다
- 진군가
- 최후의 5분
- 아리랑 겨레
- 진짜사나이
- 전우
- 멋진 사나이
- 팔도 사나이
- 충성전투가
- 너와 나
- 푸른 소나무